# Kathavadipura, Nanjangud
Kathavadipura là một làng thuộc tehsil Nanjangud, huyện Mysore, bang Karnataka, Ấn Độ.